# 韦克蒙
韦克蒙（法語：Vecquemont，法語發音：[vɛkmɔ̃]）是法国上法蘭西大區索姆省的一个市镇，属于亚眠区。

## 地理
韦克蒙（49°53'55"N, 2°27'4"E）面积1.87 平方千米，位于法国上法蘭西大區索姆省，该省份为法国北部沿海省份，北起加来海峡省和北部省，西接滨海塞纳省和大西洋英吉利海峡，南至瓦兹省，东临埃纳省。
与韦克蒙接壤的市镇（或旧市镇、城区）包括：布朗日-特龙维尔、杜尔、拉莫特布勒比耶尔。

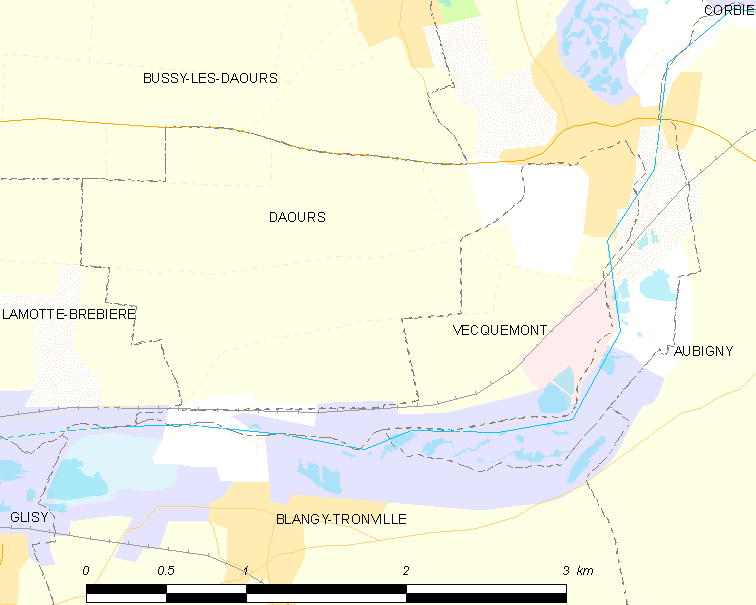
韦克蒙的OSM定位图

韦克蒙的时区为UTC+01:00、UTC+02:00（夏令时）。

## 行政
韦克蒙的邮政编码为80800，INSEE市镇编码为80785。

## 政治
韦克蒙所属的省级选区为亚眠第三县。

## 人口

1962-2008年间韦克蒙人口变化图示

韦克蒙于2022年1月1日时的人口数量为540人。